# Allagopappus viscosissimus
Allagopappus viscosissimus es una especie de planta herbácea perteneciente a la familia Asteraceae.  Es originaria de las Islas Canarias.

## Descripción
Allagopappus viscosissimus es una de las dos especies del género Allagopappus, endémico del archipiélago. Se diferencia por sus hojas lineares y con los bordes enteros. 

## Etimología
Allagopappus: nombre genérico que podría derivar del griego allos, que significa "otro, diferente" y pappus, que significa "vilano".
viscosissimus: epíteto que significa "muy pegajoso", referido a esta característica de las hojas.

## Nombre común
Se conoce como "madama pegajosa".